# Célestin Du Pont
Jacques-Marie Antoine Célestin Du Pont (Iglesias, 1º febbraio 1792 – Bourges, 26 maggio 1859) è stato un cardinale e arcivescovo cattolico francese.

## Biografia
Nacque a Iglesias, il 2 febbraio 1792, in una famiglia francese stabilita in Sardegna, dove il padre era commissario della marina, si cimentò, ancora giovane, nella letteratura: fu membro a 17 anni dell'Accademia dell'Arcadia e pubblicò un volume di poesie italiane. Entrò nel seminario di Nizza, da lì passò al seminario di Saint-Irénée, a Lione, e ricevette gli ordini nel 1814, con dispensa di età. Mons. Jean-Baptiste Colonna d'Istria, vescovo di Nizza, lo assunse come segretario e divenne presto dottore all'Università di Torino. Nel 1821 divenne canonico di Sens, prima di diventarne vescovo ausiliare. Fu consacrato vescovo nella cappella dell'orfanotrofio de l'Enfant-Jésus a Parigi il 29 giugno 1824 dal vescovo de La Fare. In questa occasione dovette quindi prendere la cittadinanza francese. Poco dopo la morte del cardinale de La Fare (11 dicembre 1829), fu nominato vescovo di Saint-Dié il 20 maggio 1830.
Papa Pio IX lo elevò al rango di cardinale nel concistoro dell'11 giugno 1847.
Il 9 settembre 1855 approvò la fondazione dei Missionari del Sacro Cuore di Gesù.
Morì il 26 maggio 1859 all'età di 67 anni.

## Genealogia episcopale
La genealogia episcopale è:
- Vescovo René des Monstiers de Mérinville
- Cardinale Anne-Louis-Henri de La Fare
- Cardinale Jaques-Marie-Antoine-Célestin du Pont